# アウヌウ島

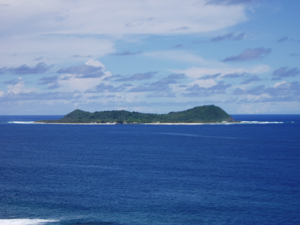

アウヌウ島（Aunu'u）は、アメリカ領サモアの島。面積1.52km2、人口476人（2000年）の小さな火山島で、ツツイラ島の南東に位置する。地域区分としてはアメリカ領サモア東部地区に属する。島の中央にはアウヌウ・クレーターがあり、クレーターの中央にはアメリカ領サモア最大の湿地帯が存在する。この湿地帯では1976年にマミジロカルガモの生息が確認されたが、現在では絶滅している可能性がある。他に、セイケイなども生息している。また、この湿地はアメリカ領サモアで唯一ハリイ属の生育している場所である。